# Lajos Szentgáli

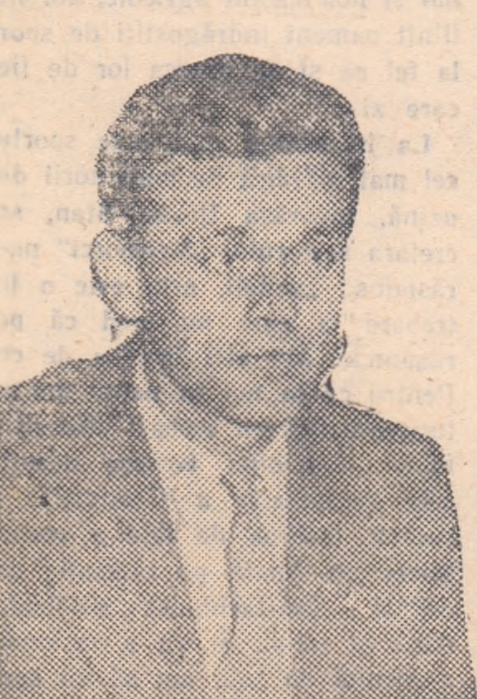
Lajos Szentgáli (1955)

Lajos Szentgáli [ˈlɒjoʃ ˈsɛnt̬ɡaːli] (* 7. Juni 1932 in Budapest; † 2. November 2005 ebenda) war ein ungarischer Leichtathlet. Bei einer Körpergröße von 1,70 m betrug sein Wettkampfgewicht 57 kg.
Bei den Olympischen Spielen 1952 in Helsinki trat Szentgáli mit der ungarischen 4-mal-400-Meter-Staffel an, schied aber im Vorlauf aus.
1954 verbesserte Szentgáli den ungarischen Rekord im 800-Meter-Lauf auf 1:49,0 min. Kurz darauf gewann er diese Strecke bei der Universiade. Am 28. August 1954 fand in Bern das Finale der Europameisterschaften statt. Szentgáli siegte in 1:47,1 min vor dem Belgier Lucien de Muynck in 1:47,3 min und dem Norweger Audun Boysen in 1:47,4 min. Diese drei Läufer und auch der viertplatzierte Brite Derek Johnson in 1:47,4 min liefen Zeiten, die in Europa vorher nur von Rudolf Harbig 1939 unterboten worden waren. 
Lajos Szentgáli wiederholte 1955 seinen Sieg bei der Universiade. In Melbourne bei den Olympischen Spielen 1956 schied er im Vorlauf aus. Bei den Europameisterschaften 1958 in Stockholm wurde er in 1:48,3 min noch einmal Fünfter. 
Szentgáli war 1954, 1956 bis 1959 und 1961 ungarischer Meister über 800 Meter. 1961 gewann er auch über 1500 Meter. Seine Bestleistung über 1500 Meter von 3:43,0 min stellte er ebenfalls 1961 auf. Sein ungarischer Rekord über 800 Meter von 1954 von 1:47,1 min wurde erst 1980 unterboten. 